# Guerra de Coto
A Guerra de Coto foi um conflito militar entre o Panamá e a Costa Rica que ocorreu entre 20 de fevereiro de 1921 até o início de março do mesmo ano; quando uma força expedicionária liderada pelo coronel Héctor Zúñiga Mora, ocupou em nome da Costa Rica a cidade de Pueblo Nuevo de Coto, uma aldeia às margens do rio de mesmo nome pertencente ao distrito de Alanje na província panamenha de Chiriqui. A invasão foi justificada pelo fato de que não havia nenhuma fronteira definida entre a Costa Rica e o Panamá.
Esta invasão inflamou o nacionalismo, tanto na Costa Rica como no Panamá. Na capital San Jose e no restante da Costa Rica, foram organizados exércitos de voluntários e regulares contra os panamenhos. No Panamá, especialmente na província de Chiriqui, foi organizada da mesma forma uma defesa contra o ato de invasão.
Embora o Panamá vencesse a guerra pelo aspecto militar, teve que ceder o território de Coto e o oeste da bacia do Rio Sixaola para a Costa Rica por pressão dos Estados Unidos, sob o Fallo White, que em defesa dos interesses das companhias bananeiras tomaram medidas drásticas para reduzir o conflito; embora toda a população que vivia na área, cerca de mil habitantes, fossem em sua totalidade panamenha. No entanto, a Costa Rica foi obrigada a devolver a ocupada Bocas del Toro ao Panamá.
O resultado deste conflito é um exemplo da intervenção dos Estados Unidos em favor de seus interesses nos assuntos da América Central, que muitas vezes aconteceriam durante as Guerras das Bananas.